# Lars van de Vall
Lars van de Vall, né le 22 décembre 1985, est un coureur cycliste néerlandais. Il a notamment remporté le prologue du Tour d'Al Zubarah en 2013. 

## Palmarès et résultats

### Palmarès par année
- 2012
  - Ronde van Warmenhuizen
- 2013
  - Prologue du Tour d'Al Zubarah
  - 3e du Ronde van Oud-Vossemeer
- 2014
  - 2e de l'Arden Challenge
- 2015
  - Ronde van Lexmond
- 2017
  - Ronde van Warmenhuizen

### Classements mondiaux
| Année         | 2014 |
| ------------- | ---- |
| UCI Asia Tour | 153e |